# Sadako Ogata
Sadako Ogata (en japonés: 緒方 貞子: Ogata Sadako), (Tokio, Japón, 16 de septiembre de 1927-Ibidem., 22 de octubre de 2019) fue una profesora universitaria japonesa, además de la primera mujer en ocupar el cargo de Alta Comisionada de las Naciones Unidas para los Refugiados ACNUR (1991-2001). Posteriormente, el 1 de octubre de 2003 fue nombrada presidenta de la Agencia Japonesa de Cooperación Internacional.

## Biografía
Era biznieta del primer ministro Tsuyoshi Inukai.
Se graduó en la Escuela Internacional del Sagrado Corazón, centro docente católico de Tokio, después estudió en la Universidad de Georgetown y más tarde obtuvo su doctorado en Ciencias políticas por la Universidad de California, en Berkeley en 1963. Posteriormente fue la representante especial de Japón en la reconstrucción de Afganistán.
Más tarde, Ogata enseñó política internacional en la Universidad de Sofía.
Como ACNUR, en la década de 1990, intervino en el genocidio en Ruanda y en el conflicto de la antigua Yugoslavia.
El 28 de octubre medios locales como el diario financiero Nikkei, la cadena NHK o el diario Asahi, comunicaron el fallecimiento de Sadako Ogata producido una semana antes, el 22 de octubre de 2019, sin precisar la causa de su muerte para preservar la privacidad de Sadako Odata.